# 賓嫩米里茨湖

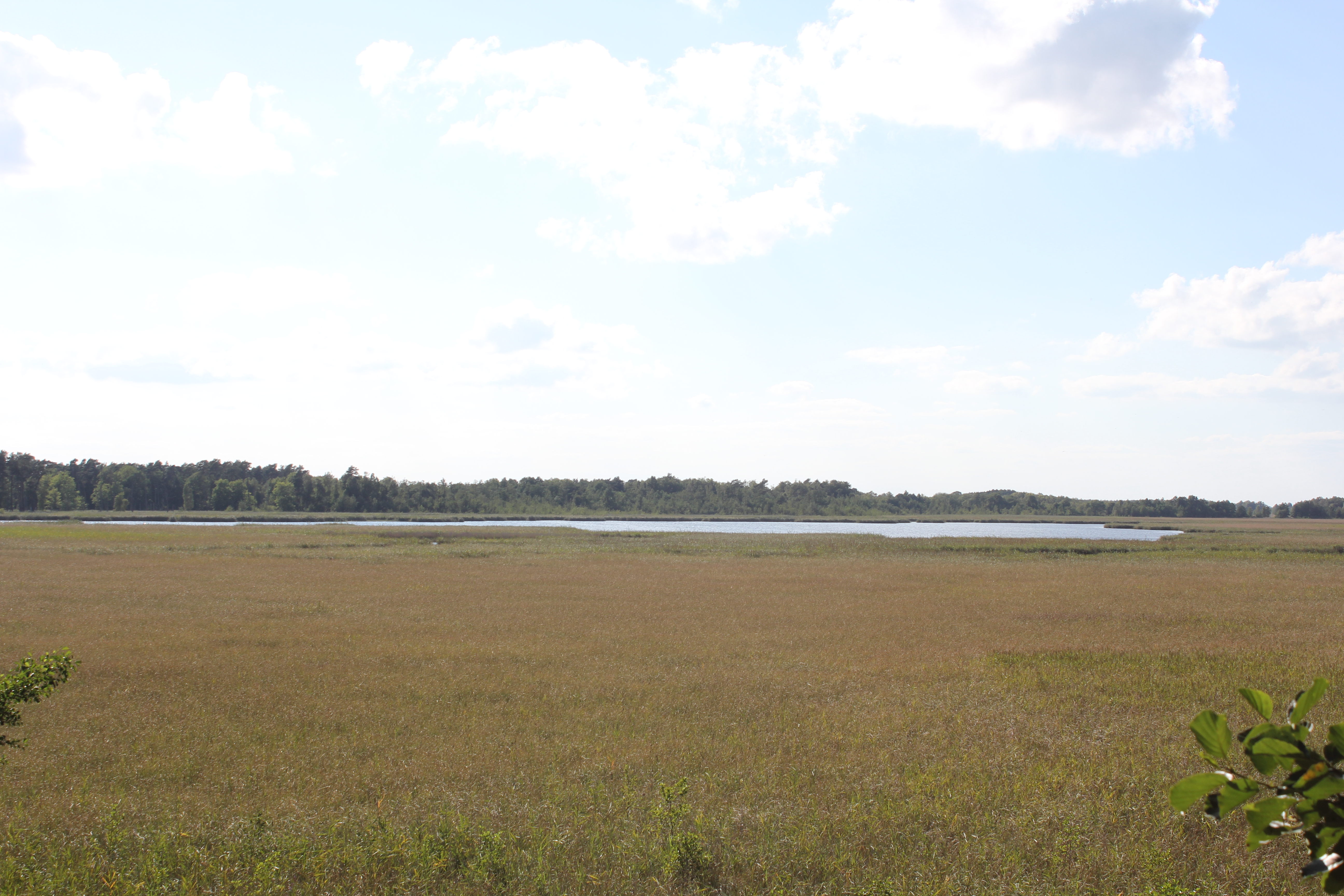

53°25′57″N 12°46′37″E / 53.43250°N 12.77694°E
賓嫩米里茨湖（德語：Binnenmüritz），是德國的湖泊，位於該國東北部，由梅克倫堡-前波美拉尼亞州負責管轄，處於梅克倫堡湖區縣，長0.8公里、寬0.5公里，面積0.18平方公里，海拔高度62米。